# Maverick City Music
Maverick City Music est un collectif américain chrétien fondé par Tony Brown et Jonathan Jay, originaires d'Atlanta.

## Histoire
Après avoir organisé de nombreux camps d'écriture de chansons qui ont réuni plus d'une centaine d'artistes et auteurs-compositeurs chrétiens et ayant abouti à la création de plus d'une centaine de chansons, Tony Brown et Jonathan Jay ont lancé le collectif Maverick City en 2018 à Atlanta. Celui-ci rassemble des chanteurs de différents univers musicaux et sociaux dans le but représenter la diversité dans l'Église en incluant des artistes souvent marginalisés, notamment des femmes chanteuses et compositrices ainsi que des chanteurs et compositeurs noirs, attirant l'attention sur leurs voix et leurs capacités,.
Le mot anglais maverick veut dire "non-conformiste".
Peu après sa formation, Maverick City Music a sorti deux EP, Maverick City Vol. 1 et Maverick City Vol. 2. Cependant, le groupe a acquis une renommée internationale vers 2020 avec la sortie de leur troisième projet, Maverick City Vol. 3, part 1 et pt 2. Le premier contenait les singles à succès Promises et Man of Your Word.
En 2021, le collectif a sorti un album collaboratif avec Elevation Worship de Steven Furtick intitulé Talking to Jesus, qui comprenait des singles tels que Talking to Jesus, Jireh, Wait on You et A Million Little Miracles.
En 2022, Maverick a sorti un album live en collaboration avec Kirk Franklin. L'album a été enregistré dans une prison à Miami, en Floride.

## Récompenses
En 2023, le collectif remporte 4 prix à la 65e cérémonie des Grammy Awards,, devenant aussi le premier groupe chrétien à ce produire sur scène lors de la cérémonie télévisée depuis 20 ans.